# Президент на Сърбия
Президентът на Република Сърбия (на сръбски: Председник Републике Србије или Predsednik Republike Srbije) е държавен глава на страната. Избира се чрез всеобщи преки избори от гражданите на Сърбия за срок от 5 години.
Настоящият президент на Сърбия е Александър Вучич, който печели президентските избори през 2017.

## Правомощията на президента според Конституцията
Президентът на Република Сърбия:
- се избира за 5 години от деня на избора, като може да бъде избиран за не повече от 2 мандата
- придобива имунитет, даден му от страна на Народната скупщина
- има право да разпуска парламента и да насрочва парламентарни избори
- обявява извънредно положение
- представя държавата пред света
- връчва ордени и медали
- има право на вето върху приет закон, както и да го върне в парламента за доразглеждане (ако законът се приеме отново, то президентът е длъжен да го подпише).

Президентът на Сърбия е върховен главнокомандващ на Сръбската армия.
Председателят на Народната скупщина изпълнява длъжността на президента, ако последният не може да упражнява задълженията си.

## Списък на президентите
|    | картинка | име                     | встъпил в длъжност | напуснал длъжността | партия                                                                     |
| 1  |          | Слободан Милошевич      | 1989               | 1997                | Социалистическа партия на Сърбия                                           |
| 2  |          | Драган Томич            | 1997               | 1997                | Временен президент на Сърбия                                               |
| 3  |          | Милан Милутинович       | 1997               | 2002                | Социалистическа партия на Сърбия                                           |
| 4  |          | Наташа Мичич            | 2002               | 2004                | Временно изпълняваща длъжността президент на Сърбия първата жена президент |
| 5  |          | Драган Маршичанин       | 2004               | 2004                | Временен президент на Сърбия                                               |
| 6  |          | Воислав Михайлович      | 2004               | 2004                | временен президент на Сърбия                                               |
| 7  |          | Предраг Маркович        | 2004               | 2004                | Временен президент на Сърбия                                               |
| 8  |          | Борис Тадич             | 2004               | 2012                | Демократическа партия                                                      |
| 9  |          | Славица Джукич-Деянович | 2012               | 2012                | Временно изпълняваща длъжността президент втората жена президент на Сърбия |
| 10 |          | Томислав Николич        | 2012               | 2017                | Независим                                                                  |
| 11 |          | Александър Вучич        | 2017               | Действащ            | Сръбска прогресивна партия                                                 |